# 1990 en numismatique
Chronologie de la numismatique
- 1989 en numismatique - 1990 en numismatique - 1991 en numismatique

Cet article présente les faits marquants de l'année 1990 en numismatique.

## Principaux événements numismatiques de l'année 1990

### Par dates

#### Janvier
- 1er janvier 1990 :
  -  RFS de Yougoslavie : deuxième réévaluation du dinar yougoslave : 1 dinar convertible, dit « dinar de 1990 » (YUN) = 10 000 dinars forts (YUD).

#### Année
- France : émission de la pièce commémorative de 100 francs Charlemagne